# Raúl Washington Benítez
Raúl Washington Benítez Toussets (Montevideo; 13 de mayo de 1952) es un exfutbolista uruguayo que jugaba como delantero.

## Clubes
| Club           | País       | Año       |
| -------------- | ---------- | --------- |
| Danubio        | Uruguay    | 1970-1973 |
| Municipal      | Guatemala  | 1973-1976 |
| Aurora         | Guatemala  | 1976-1979 |
| Herediano      | Costa Rica | 1979-1980 |
| Cobán Imperial | Guatemala  | 1980-1983 |
| Izabal         | Guatemala  | 1983-1985 |

## Palmarés

### Títulos nacionales
| Título           | Equipo    | País       | Año  |
| ---------------- | --------- | ---------- | ---- |
| Liga Nacional    | Municipal | Guatemala  | 1974 |
| Liga Nacional    | Municipal | Guatemala  | 1976 |
| Liga Nacional    | Aurora    | Guatemala  | 1978 |
| Primera División | Herediano | Costa Rica | 1979 |

### Títulos internacionales
| Título                           | Equipo    | País      | Año  |
| -------------------------------- | --------- | --------- | ---- |
| Copa Fraternidad Centroamericana | Municipal | Guatemala | 1974 |
| Copa de Campeones de la Concacaf | Municipal | Guatemala | 1974 |
| Copa Fraternidad Centroamericana | Aurora    | Honduras  | 1979 |